# 任章 (春秋)
任章（?—?），中国春秋时期魏桓子的家臣和謀士，《战国策·赵策》作赵葭。 
周貞定王十三年（晉出公十九年）（前456年），知伯瑶在率領趙、韓、魏三家滅亡范氏和中行氏之后，向韩康子索求領地，韩康子為避鋒芒而同意割讓萬戶之邑。知瑶高興之餘，又向魏桓子請求給予土地。魏桓子不想無故割讓土地，赵葭（任章）劝说魏桓子說：「知伯向韓氏請求割地，韓氏已經答應了。若向魏氏索取土地而魏氏不給，就是自恃強大而觸怒知伯，那麼知伯就會派兵攻打魏家了！不如答應割地。」任章又說：「無緣無故向鄰國索取土地，鄰國就一定會害怕；貪慾太多而不滿足，整個天下都必然恐懼。君上給了知伯土地，就會使知伯驕傲，只要知伯因為驕傲而輕視敵人，知伯周圍各國就會因為害怕而互相團結。如果能以相互團結的軍隊對抗輕敵的國家，知氏也活不久了！《周書》上說：『想打敗別人，姑且先幫助他；想從別人那裡取得東西，暫且先給他好處。』君上不如答應知伯的要求，使知伯變得驕傲，又何必放棄與天下各國團結圖謀知氏的機會，而要使我國成為知伯唯一攻擊目標呢？」
魏桓子於是同樣答應贈給知伯萬戶之邑，使得知伯愈加高興，再向赵襄子要求割讓蔺、皋狼两地卻遭到拒绝。於是，周貞定王十四年（晉出公二十年）（前455年），知瑶联合韩氏、魏氏攻打赵氏，赵襄子退守晋阳，晋阳之战爆發；十六年（晉出公二十二年），韩、魏倒戈，联合赵氏击杀了知瑶，族滅智氏並盡分其地，是为三家灭智。